# Le Livre d'or de la science-fiction : Robert Silverberg
Le Livre d'or de la science-fiction : Robert Silverberg est une anthologie de quatorze nouvelles de science-fiction de Robert Silverberg, parue en 1979 dans la collection des Livres d'or de la science-fiction, aux éditions Presses Pocket. Les nouvelles sont précédées d'une préface et suivies d'une bibliographie intégrale arrêtée au 31 décembre 1977.

## Publications
- Le Livre d'Or de la science-fiction : Robert Silverberg, Presses Pocket no 5032, 1979  (ISBN 2-266-00597-9)
- Voir l'Invisible, Presses Pocket no 5032, coll. Le Grand Temple de la S-F, 1988  (ISBN 2-266-02713-1)

## Préface
- Un météore solitaire, préface de Philippe R. Hupp.

## Liste et résumés des nouvelles

### Absolument inflexible
- Titre original : Absolutely Inflexible

### Le Circuit Macauley
- Titre original : The Macauley Circuit

### Ève et les vingt-trois Adams
- Titre original : Eve and the Twenty-Three Adams
- Parution : mars 1958 dans Venture Science Fiction Magazine
- Traducteur : Paul Alpérine
- Résumé :

### Le Coup du téléphone
- Titre original : Mugwump Four
- Parution : aout 1959 dans Galaxy Science Fiction
- Traducteur : Michel Demuth
- Résumé :

### Je vous 1000110
- Titre original : Going Down Smooth

### Quand les arbres ont des dents
- Titre original : The Fangs of the Trees

### La Danse au soleil
- Titre original : Sundance

### Monade urbaine 158
- Titre original : In the Beginning
- Parution : décembre 1970 dans Science Against Man
- Remarque : Ce texte est l'une des quatre nouvelles sur les sept qui composent le roman Les Monades urbaines initialement parues dans différentes revues.

### Pousser ou grandir
- Titre original : Push No More

### Bon pour le service des organes
- Titre original : Caught in the Organ Draft

### Voir l'homme invisible
- Titre original : To See the Invisible Man

### Des mondes en cascades
- Titre original : Many Mansions

### Le Dibbouk de Mazel Tov IV
- Titre original : The Dybbuk of Mazel Tov IV

### Schwartz et les Galaxies
- Titre original : Schwartz Between the Galaxies